# IC 3200
 IC 3200 ist eine Elliptische Galaxie vom Hubble-Typ E im Sternbild Haar der Berenike am Nordsternhimmel. Sie ist schätzungsweise 852 Millionen Lichtjahre von der Milchstraße entfernt und hat einen Durchmesser von etwa 75.000 Lichtjahren.

Im selben Himmelsareal befinden sich u. a. die Galaxien IC 3202, IC 3206, IC 3217, IC 3241.
Das Objekt wurde am 23. März 1903 von Max Wolf entdeckt.